# Доковая бухта
Доковая бухта  или Панайотова бухта — бухта северного берега Севастопольской бухты, расположена в устье балки Панайотова, между Инженерной бухтой и бухтой Голландия.
На берегу бухты построен один из крупнейших на Чёрном море сухих доков, используется для ремонтов крупных кораблей и судов. В данном доке проходили ремонт все тяжёлые авианесущие крейсера Военно-Морского флота СССР, а также американский лайнер «Юнайтед Стейтс» водоизмещением 53322 регистровых тонн. Именно по данному доку бухта получила своё название.
Ранее Доковой называли Корабельную бухту.